# Taylor Island
Taylor Island (obsoleto anche Taylor's Island) è un'isola australiana situata a est della penisola Jussieu, l'estremità sud-orientale della penisola di Eyre, all'entrata del golfo di Spencer, nell'Australia Meridionale.
Taylor Island è la maggiore di un gruppo di sette isole situate tra il continente e Thistle Island, cui l'esploratore britannico Matthew Flinders diede il nome dai membri scomparsi nella spedizione di ricognizione del 21 febbraio 1802.

## Geografia
Taylor Island si trova a nord di Cape Catastrophe e del Thorny Passage; ha una superficie di 2,43 km² ed è alta 69 m. A nord dell'isola, a 460 m di distanza, si trova un isolotto chiamato Owen Island (o Little Taylor) che ha un'area di 8 ha e un'altezza di 12 m; un altro piccolo isolotto si trova a sud dell'isola. Le altre sei isole del gruppo sono:
- Grindal Island, che si trova a sud-est di Taylor Island; ha una superficie di 0,81 km² ed è alta 26 m[2] 34°54′39″N 136°01′58″E.
- Hopkins Island, situata tra Cape Catastrophe e la parte settentrionale di Thistle Island, da cui dista 1,3 km; ha una superficie di 1,63 km² ed è alta 61 m[3] 34°57′48″N 136°03′42″E.
- Lewis Island, sita tra la penisola Jussieu e Hopkins Island; è alta 39 m[2].
- Little Island, si trova 926 m a nord-ovest di Lewis Island ed è alta 8 m[1].
- Smith Island, situata tra Cape Catastrophe e Hopkins Island; ha una superficie di 8 ha ed è alta 22 m[3].
- Williams Island, si trova a sud della penisola Jussieu. L'isola ha la forma di una U con un'ampia baia rivolta a nord; ha una superficie di 1,41 km²[4] 35°01′48″N 135°58′30″E

## Storia
Il 21 febbraio 1802, Matthew Flinders sbarcò in ricognizione su quella che in seguito verrà nominata Thistle Island assieme al suo amico e membro dell'equipaggio, John Thistle (al quale l'isola verrà per l'appunto intitolata). L'HMS Investigator era ancorato nel Thorny Passage. Non avendo trovato acqua potabile fu inviato un cutter con otto uomini per cercare l'acqua e un ancoraggio più adatto. La piccola imbarcazione non fece ritorno e ne ritrovarono i resti due giorni dopo. A seguito della disgrazia, Flinders diede il nome di Cape Catastrophe alla punta dove era stato avvistato il cutter per l'ultima volta, Memory Cove alla baia poco più a nord e chiamò il gruppo di isole Taylor's Isles in onore di William Taylor che era il mezzomarinaio di bordo. Gli altri scomparsi erano: John Hopkins, George Lewis, Robert Williams, William Smith, Little e Grindal. Thistle Island porta il nome dell'amico John Thistle. Anche il Thorny Passage è stato nominato da Flinders nella stessa occasione (thorny significa spinoso).
Nel 1876 Taylor Island venne descritta da un'imbarcazione di passaggio diretta verso le Neptune Islands come "ricoperta da conigli, uccelli marini e oche di Capo Barren".
Nel 1910 un peschereccio diretto verso Venus Bay venne costretto a fermarsi a Taylor Island per cinque giorni a causa del mare mosso che aveva provocato l'allagamento del deposito di carbone e del locale fornaci.
Nel 1935 sull'isola vennero rinvenute venticinque pecore che erano state rubate dai proprietari terrieri locali R. L. C. Sinclair (venti capi) e P. S. Sinclair (cinque capi): il presunto ladro, tale Clarence Henry Lines, si dichiarò non colpevole.
Nel 1940 l'isola fu di nuovo al centro delle cronache locali per l'eccezionale qualità del foraggio che vi crebbe in quell'anno.
Nel 1947 tale Norm Johnson pescò un barracuda australiano di dimensioni particolarmente grandi nelle acque antistanti l'isola: nel 1950, un pescatore amatoriale proveniente da Mildura prese quattro squali bianchi all'amo sempre nei pressi di Taylor Island, riuscendo a issarne a bordo solo uno.
Nel 1982 è stata costruita sull'isola una torretta di 9 m (per un totale 76 m sul livello del mare) con una luce lampeggiante per aiutare le imbarcazioni ad orientarsi nei giorni di navigazione difficoltosa.
Fin dalla sua scoperta l'isola è stata utilizzata come luogo di pascolo degli armenti. Da oltre sessant'anni è la famiglia Watherston a detenere i diritti di pascolo, con 550 capi censiti su Taylor Island nel marzo del 2025: al termine di una stagione particolarmente secca, che ha visto le precipitazioni ridursi a 160 mm annui contro i 380-400 consueti ed il conseguente prosciugamento delle fonti d'acqua, la vecchia tonnara Tacoma (solitamente utilizzata per trasportare le balle di lana verso la terraferma) è stata modificata per stivare e trasportare 12 metri cubi d'acqua verso l'isola.

## Flora e fauna
Taylor Island presenta una flora più variegata rispetto alle altre isole facenti parti dell'arcipelago, principalmente in virtù della presenza di sorgenti d'acqua sull'isola che mancano altrove.
Fra le specie vegetali censite sull'isola vi sono piante dal portamento arboreo come moonah, albicocco australiano, yorrell ed eucalipto costiero, cespugli come nitraria, zygophyllum, boobialla, Acacia paradoxa, Alyxia buxifolia e lingua di cacatua, nonché rampicanti come la clematide australiana.

La fauna di Taylor Island, al netto degli armenti, è composta perlopiù da possum e goanna del mallee: il canguro grigio occidentale è stato introdotto sull'isola, mentre fra gli uccelli non marini presenti si annoverano il calandro maggiore, lo zufolatore dorato, il coda a ventaglio grigio ed il falco bruno.